# West Falls Church (Metro de Washington)
West Falls Church es una estación en la línea Naranja del Metro de Washington, administrada por la Autoridad de Tránsito del Área Metropolitana de Washington. La estación se encuentra localizada en 7040 Haycock Road en Falls Church, Virginia. La estación West Falls Church fue inaugurada el 7 de junio de 1986.

## Descripción
La estación West Falls Church cuenta con 2 plataformas centrales. La estación también cuenta con 2,009 de espacios de aparcamiento, 40 espacios para bicicletas y con 22 casilleros.

## Conexiones
La estación es abastecida por las siguientes conexiones de autobuses: 
- Rutas del MetroBus y Fairfax Connector